# Лааксонен, Антти
А́нтти Ла́аксонен (фин. Antti Laaksonen; род. 3 октября 1973, Таммела, Финляндия) — финский хоккеист, левый нападающий. Начал заниматься хоккеем в городе Форсса. На драфте НХЛ 1997 года был выбран в 8-м раунде под общим 191-м номером командой «Бостон Брюинз». Играл за клубы Национальной хоккейной лиге (НХЛ) «Бостон Брюинз», «Миннесота Уайлд» и «Колорадо Эвеланш». Сезон 2007/08 провёл в клубе Швейцарской национальной лиги (NLA) «Фрибур-Готтерон». Последние сезоны отыграл в чемпионате Финляндии в составе «Лукко». По окончании сезона 2009/10 завершил игровую карьеру.
Выступал за сборную Финляндии на крупных турнирах. Становился серебряным призёром Олимпийских игр 2006 года и чемпионата мира (2001). В 2004 году участвовал на Кубке мира, в котором финская сборная проиграла в финале сборной Канады. В составе команды Американской хоккейной лиге (АХЛ) «Провиденс Брюинз» становился обладателем Кубка Колдера сезона 1998/99.

## Карьера
Лааксонен начал карьеру в команде ФПС из города Форсса. C 1990 по 1993 год он играл в молодёжной команде (до 20 лет) и основной команде, выступавшей в Первом дивизионе чемпионата Финляндии. В конце сезона 1992/93 перешёл в клуб SM-liiga ХПК, но с новой командой принял участие только в двух матчах, в которых не отметился баллами за результативность. В 1993 году Антти поступил в Денверский университет, где выступал за студенческую команду «Пионерс», входящую в Национальную ассоциацию студенческого спорта (NCAA). В «Денвере» Лааксонен демонстрировал результативную игру, особенно успешным для него стал сезон 1995/96, в котором он набрал 53 (25+28) очка в 38 играх и по итогам розыгрыша был включён во вторую Сборную всех звёзд дивизиона WCHA. По завершении выступления в NCAA, Антти принял участие на Драфте НХЛ 1997, где был выбран клубом «Бостон Брюинз» в 8-м раунде под общим 191-м номером.
Сезон 1997/98 финский нападающий проводил в фарм-клубах «Бостона»: «Шарлотт Чекерс» в Хоккейной лиге Восточного побережья (ECHL) и «Провиденс Брюинз» в Американской хоккейной лиге (АХЛ). В следующем сезоне Лааксонен существенно улучшил свою результативность в составе «Провиденса», что помогло его команде выиграть по итогам плей-офф Кубка Колдера, а также получить вызов из «Бостона» и дебютировать в НХЛ, сыграв в 11-и матчах. В сезоне 1999/00 Антти чередовал игру в НХЛ и АХЛ, увеличив количество проводимых матчей за бостонцев. 14 июля 2000 года как неограниченно свободный агент подписал контракт с новым клубом лиги — «Миннесота Уайлд». С первого своего сезона финн стал основным игроком команды. Главный тренер «Уайлд» Жак Лемер предпочитал ставить Лааксонена в сочетание с Уэсом Вальцем, связка с которым показывала свою эффективность на протяжении 4-х сезонов.
2 июля 2004 года с качестве неограниченно свободного агента Антти подписал контракт с «Колорадо Эвеланш». Сезон 2004/05 в НХЛ не состоялся из-за объявленного в лиге локаута. Лааксонен не стал на время перерыва в НХЛ переходить в другую команду и решил пропустить сезон. В 2005 году он дебютировал за «Эвеланш» и по итогам регулярного сезона сумел набрать наибольшее для себя количество очков — 34. Следующий сезон в «Колорадо» для нападающего сложился неудачно: он набрал только 4 результативных балла в 41-й игре и концовку сезона проводил в фарм-клубе «Эвеланш» — «Олбани Ривер Рэтс». В 2007 году Лааксонен решил продолжить карьеру в Европе, подписав контракт с клубом Швейцарской национальной лиги (NLA) «Фрибур-Готтерон». После одного сезона в чемпионате Швейцарии, финн вернулся на родину, перейдя в команду «Лукко». В своём первом сезоне после возвращения в финскую лигу Лааксонен набрал 40 (17+23) результативных баллов в 51 матче. В феврале 2009 года он продлил контракт с «Лукко» на один год. Сезон 2009/10 Антти проводил в качестве капитана команды. После окончания чемпионата, в 2010 году, Лааксонен завершил игровую карьеру и переехал жить вместе с семьёй в Минессоту.

## Статистика
| Легенда | Легенда                    | Легенда | Легенда                   | Легенда | Легенда    |
| ------- | -------------------------- | ------- | ------------------------- | ------- | ---------- |
| И       | Количество проведённых игр | Штр     | Штрафное время            | +/−     | Плюс-минус |
| Г       | Голы                       | П       | Голевые передачи          | О       | Очки       |
| -       | Статистика неизвестна      | —       | Статистика не учитывалась |         |            |

### Клубная
- a В «Плей-офф» учитывается статистика игрока в Плей-аут.

## Достижения
| Год  | Команда          | Достижение                             | Достижение |
| ---- | ---------------- | -------------------------------------- | ---------- |
| 1993 | ХПК              | Серебряный призёр чемпионата Финляндии |            |
| 1999 | Провиденс Брюинз | Обладатель Кубка Колдера               |            |
| 2001 | Финляндия        | Серебряный призёр чемпионата мира      |            |
| 2006 | Финляндия        | Серебряный призёр Олимпийских игр      |            |

| Год  | Команда        | Достижение                                  | Достижение |
| ---- | -------------- | ------------------------------------------- | ---------- |
| 1996 | Денвер Пионерс | Попадание во вторую Сборную всех звёзд WCHA |            |